# Rhynchosia meeboldii
Rhynchosia meeboldii là một loài thực vật có hoa trong họ Đậu. Loài này được P.Satyanar. & Thoth. miêu tả khoa học đầu tiên.